# Sorkitótfalu
Sorkitótfalu 1941-ben Sorkikápolna részévé vált egykori község Vas vármegyében, a Szombathelyi járásban.

## Fekvése
A Sorok-patak jobb partján fekszik Szombathelytől 15 km-re délkeletre.

## Története
1418-ban a közeli Zalakkal összefüggésben említik Poss. Kapolna alio nomine Zalak ac poss. Thothfalu al. nom. similiter Zalak alakban. 1466-ban Poss. Thothfalu néven szerepel. A 15. században a Váti család birtoka volt.
Fényes Elek szerint "Sorki-Tótfalu, magyar falu, Vas vmegyében, a Sorok mellett, 125 kath., 63 ref. lak. Határa egészen róna és termékeny. F. u. gr. Hugonnay, s Jellencsics család. Ut. p. Szombathely."
Vas vármegye monográfiájában Sorki-Tótfalu, magyar község a Sorok patak mellett. Házainak száma 33, lélekszám 274. Vallásuk r. kath., ág. ev. és ev. ref. Határában vezet el a Szombathelyről Kanizsa felé menő vasútvonal. Földesura a báró Mikos -család és Hugonnay gróf volt. Jelenlegi birtokosa gróf Szápáry László.
1910-ben 357 lakosa volt. 1941-ben Sorkikápolnához csatolták.

## Híres emberek
Itt született 1882. január 1-jén Adorján János gépészmérnök, a magyar repülés úttörője. Magyarországon először készített repülőgépet, mellyel 1909-ben több sikeres felszállást végzett.